# Trpín (okres Krupina)
Trpín je obec na Slovensku v okrese Krupina v Banskobystrickém kraji ležící na úpatí Krupinské planiny. Žije zde 107 obyvatel.
První písemná zmínka pochází z roku 1135. Nachází se zde římskokatolický kostel Nanebevzetí Panny Marie z roku 1889.